# Старе кафане Чукарице
Старе кафане Чукарице великим делом своје постојање дугују географском положају територије која је вазда представљала укрштање путева и кретања људи са њиховим покретним добрима. Географски, много тога се „од кафанског значаја” дешавало у укрштају код Топчидерске реке и реке Саве. 

## Порекло назива „Кафана”
Усмена реч народна  и сачувани писани извори слажу се да је прва кафана на европском континенту отворена  1522. године у Београду, на Дорћолу. У том објекту служила се само црна кафа, па постоји оправдана претпоставка да је реч  "кафана" тако настала. Овај својеврсни оријентални изум донели су са собом Турци. Тако су, после оних крвавих дана 1521. када су освојили “Бели град” на Сави и Дунаву и пред овдашњим а онда и пред европским светом, неповратно отворили врата за живот једне нарочите јавне установе.
Овакав тип угоститељског објекта развио се у Османском царству, па је временом пренесен на подручје Балкана. Име "кафана" потиче јој од „kahvehane”  преузето из арапског и персијског, „qahve” („кафа”) и „khane” („кућа”).
Треба правити разлику између кафане, механе и хана.
У најкраћем -  механе су била места у којима се служио само алкохол, тј. вино, а у кафанама само кафа.
Хан је грађевински објекат из периода Османског царства који је служио за преноћиште путника и њихових каравана. Ханови су били зграде са шталом за коње, просторијом за путнике и просторијом за ханџију. Најстарији писани извор о постојању хана у Босни и Херцеговини је 1462. године.
„...Кафане су биле центри јавног живота, слободне мисли и хедонизма. Буквално су биле и концертни подијуми и оперске куће, и циркуси и позоришта, новинске редакције и сале за састанке, а по потреби и народне скупштине, опозиционе трибине, суднице и адвокатске канцеларије. У њима су се ковале завере, рушиле владе, писали закони, прослављали успеси и оплакивали порази”.

## Историјат
Модерна историја Чукарице почиње око 1842. године када је Жарковачка општина изградила кафану од слабе грађе изван села, у близини ушћа Топчидерске реке у Саву, испод брега Камењак (данашњи Сењак), који се спуштао окомито на друм (данашњи Булевар Војводе Мишића).Кафана је била последња станица за трговце и путнике који су у Београд улазили из правца Шапца, Ваљева, Уба и Обреновца.
Чукарица је на магистралним правцима од Београда према западу и југозападу. Дуж Саве од прастарих времена иде пут ка Шапцу и Босни, а Ибарска магистрала повезује Београд са Западном Србијом и Косовом и Метохијом. Док је постојала пруга уског колосека, пуштена у рад 30. септембра 1928. године, којом се из Београда стизало до Обреновца, Лајковца, Младеновца, Аранђеловца, Ваљева, Ужица, Вишеграда и Сарајева, на подручју Чукарице било је више железничких станица. Када је популарни воз „Ћира” измештен са главне београдске станице, Чукарица му је, све до одласка у историју, била београдско полазиште и станиште. Млађе генерације и не знају да се чукаричка железничка станица налазила испод данашњег трамвајског вијадукта, да је воз одмах по поласку улазио у тунел испод Високе улице, излазио надомак места где је сада бензинска пумпа и паралелно са улицом Радничком, хитао ка следећој станици која се налазила на дну Водоводске улице у Жаркову.

## Култне кафане старе Чукарице
Култне кафане старе Чукарице свакако су „Шећеранац”, „Уна”, „Два лађара”, „Велика Чукарица”, „Михајловац”. 
„Чукарова механа” је незаобилазна код првог спомињања Чукарице.
- „Чукарова механа”

У књигама у којима се приповеда о првом помињању Чукарице, незаобилазна је „Чукарова механа”. 
Становници Чукарице треба да знају да њихов део града Београда носи назив по кафани. А баш тако је било. Хроничари бележе 1903. године како је извесни Стојко Чукар својевремено направио кафану, на месту сусретања Жарковачког и Обреновачког пута. По његовом имену, или боље по надимку, то се звало „Чукарева механа” а крај око кафане - „Чукарица”. Ова белешку је направио  Милан Ђ. Милићевић, један од ретко образованих људи свога доба, члан Српског ученог друштва и председник Српског археолошког друштва. Реч „Чукар” је топоним и настао је од турске речи çukur (срп. јама).
На страни 255. у листу "Гласник Србског Ученог Друштва", књига II, свеска XIX записано је "...Чукарова механа (од слабе грађе општинска механа)испод села Жаркова на друму, којијем се иде из Београда у Шабац и Ваљево. Први пут када је прије 24 године отворена ова механа, узео и више године под кирију држао неки Стојко из Биограда, који се Чукар звао, па се отада тако прозвала".
На страни 266 „Гласника” стоји да је у близини ове маехане „Шабачки пут, друм који од западне стране Биорада води на Чукареву механу па преко Макиша поред Саве (а испод села Жаркова и Железника) у Остружницу, одатле на Умку и даље к Шапцу и Ваљеву. Од Биограда до Чукареве механе зове се топчидерски пут, јер се њиме (с доње стране испод брда) и у Топчидер, а неки га зову Насип, зато што је калдрмисан и насут шљунком, па је издигнут (особито ђе је долина у бара, као Н.П. кроз Макиш) те вода, која се слије од кише и од снијега из бара, не иде преко њега, него утјече и стоји около у каналу, који је поред пута.”
Ове исте године Чукарова механа се спомиње и у Српским новинама. Ђорђе Наумовић, трговац из Београда, у њима оглашава 10. септембра 1866. да „Меану Чукарову, која на друму идући Шабцу а у атару жарковачком постоји, издајем од идућег Митрова-дана под короју...” А 25-ог октобра, у једном огласу наводи се да ће „кумпанија касапска код Чукарове механе, од Митрова дне продавати месо говеђе дебело”.
- Господарска механа

Стара кафанска лепотица Кнежевине Србије „Господарска Механа”, име је добила по господару који је основао (Јовану Обреновићу) давне 1820. године, са намером да прима путнике намернике, излетнике старог Београда, пркоси времену и траје вечно. 
У механама (реч механа је персијског порекла мејхана меј-вино, хан-кућа и значи "кућа у којој се точи вино) точило се пиће, служило печено месо и друга јела, служили гурманлуци, слушала стара градска музика, а механџије су често у тим просторима (механама) продавали и другу ситну робу. 
У 19. веку, недалеко од кафане, налазило се царински пункт - чумуркана, одакле су српски трговци скелом извозили прасиће и дрвену грађу, а увозили шећер и други бакалук. У механи су се склапали послови, а поред рабаџија и трговаца, за асталима своје место су налазили жандари и шпекуланти. Свој ћошак, у који нико није смео да седне, имао је и тадашњи Књаз Милош Велики. Према причи, био је чест гост, јер је овде од раје добијао праве информације шта се дешава у тадашњој Србији. 
Београдска кафана „Господарска механа” отворена је 1920. године, а до 2013. године налазила се у Булевару Војводе Мишића 59. Локал је био препознатљив по домаћим специјалитетима - војнички пасуљ, телетина испод сача, јагњетина са ражња и пљескавица, са аутентичном рецептуром која се љубоморно чува. Средом се "Механа" претварала у пчелињу кошницу, јер се из великог казана служио војнички пасуљ са говедином, без лимита. 
„Господарска механа”, после 193 године, затвара своја врата 2013. године. Култни гастрономски храм домаће кухиње, због изградње Моста на Ади, изгубио је саобраћајну везу са остатком света, а тако и са својим верним гостима. Иако територијално припада  суседној чукаричкој општини, Градској општини Савски венац, кафана „Господарска механа” незаобилазна је у сећањима  и причању старих  чукаричана јер се одувек  налазила на "старинским" друмовима који су водили од села Жаркова ка Београду.
- „Шећеранац”

„Шећеранац” је био култно место и налазио се на раскршћу Радничке и Паштровићеве улице. Тачније, на адреси Радничка 5а, на месту на ком се данас (2021.) налази ресторан („Јулиета”). Кафана „Шећеранац” је била у непосредној близини фабрике шећера. То је била прва фабрика шећера, основана 1900. године. Ова је фабрика почетком 20. века била поприште крвавог синдикалног штрајка, ког је предводио Димитрије Туцовић. Касније се нашла у власништву фудбалског клуба „Шећеранац”, основаног 1933. То је једини острвски фудбалски клуб у Србији. Стадион му се погађате већ, налази баш на Ади Циганлији. 
- „Уна”

Кафана „Уна” је у наставку Паштровићеве улице. Ту су  углавном залазили момци са Хиподрома, који се налази у истоименој улици. „Уна” је једна од ретких чукаричких угоститељских лепотица које под истим именом раде и дан данас. Ту и дан−данас можете чути и дивне приче о коњима галоперима.
- Два лађара

Кафана „Два лађара” угњездила се на старом чукаричком тргу и рачвању Обреновачког и Лазаревачког друма. На месту ове култне кафане, данас (2021. године) се налази НИС бензинска пумпа. По усмених сведочењима старих чукаричана, некада су ту, у Радничкој улици били тунел и железничке рампе, па су чекајући да прође воз из Сарајева или Дубровника камионџије знале да сврате на капљицу жестине. Непосредно испред објекта, чекала се аутобуска веза за Барајево и Степојевац па је кафана стално била пуна. У њу су, углавном, долазили старији људи, локалци или путници намерници. Ондашња омладина са Чукарице, а нарочито касније са Бановог брда, бирала је себи друге локације за излазак.
- „Велика Чукарица”

Ова кафана је скоро па заљубљено гледала у кафану „Два лађара”. Налазила се такође на старом чукаричком тргу, на некадашној крајњој станици трамваја бр. 13, а касније броја 4.  Део тог „трга” и данас постоји, а у згради у којој се налазила кафана „Велика Чукарица” сада се налази  ресторан „Гушти мора”. Кафана „Велика Чукарица” била је позната по живој музици и још живљим расправама са честим тучама. За разлику од кафане „Два лађара”, у њој је било углавном празно преко дана, али је свако вече била дупке пуна. Темпераментна и дрска „госпођица”, пркосила је узорном комшији а мајке су деци прекривале очи кад крај ње пролазе. Најпознатија је била, ипак, по првим станд уп наступима и кабареима чувеног Љубе Мољца, који је у њој својом духовитошћу госте доводио до суза.
- „Михајловац”

Кафана „Михајловац” налази се на подугачкој „листи жалости” срушених београдских кафана. Било је то легендарно место изласка житеља Бановог брда али и много шире. Старији се са сетом сећају доброг провода. Ова кафана се налазила на углу улица Пожешке и Кнеза Вишеслава, преко пута Шумарског факултета. Срушена је током 2017. године, данас се на њеном месту налази пословни и тржни центар.
У поратним годинама, тј. другој половини 20. века, велики број људи је барем једном обишао легендарни кафану и ресторан "Михајловац" на Бановом Брду. Био је познат по одличној кухињи, сјајној атмосфери и незаборавном проводу уз живу музику.

## Занимљивости
Шаљиве одреднице за термин и појам "кафана" су бројне и радо се саопштавају у веселим околностима дружења као својеврсна досетка.

У свом истраживачком раду о Чукарици, историчар Ненад Лукић, у уводном делу рада истиче:
„Како је Чукарица добила име
Прво помињање имена Чукарица забележено је 20. августа 1874. године у Српским новинама, у малом огласу Димитрија Костића у којем се између осталог наводи да поменути има мејану на Чукарици иза Топчидера.
За своје име Чукарица може захвалити Стојку Јанковићу Чукару, касапину и механџији из Београда који је био дугогодишњи арендатор помињане жарковачке механе.
По надимку Чукар, по ком је био познатији него по свом презимену, цео простор око механе понео је у наредним деценијама назив Чукарица.
Колико дуго је Чукар држао кафану у закуп, није се могло прецизно утврдити, али се може претпоставити да је то било вероватно до 1857/1858, а можда чак и до 1864. године.
О њему и његовом животу се данас мало тога зна. Рођен је 1802. године у Македонији из које је 20-их или 30-их година XIX века дошао у Београд. У свом власништву имао је и механу у Београду, која се налазила у тадашњој Кастриотовој улици (данашња Македонска) број 14, за коју се наводи: Мејана Стојка Јанковића иначе Чукара, житеља овдашњег. Држи је под закуп Алекса Тројановић, житељ овдашњи. Узета је под аренду о Митрову дну 1858. године на 3 године. Уговору истиче рок о Митрову дну 1861. године. Отворена је пре 20 година, без одобрења. Од слабог је материјала. Има у себи осим мејане, 5 соба, 1 дућан, 1 фуруну и подрум. У истом сокаку према кући Станка фишекџије и Илије Коларца. Поседовао је плац прве класе површине 9 фати и 5 стопа који се налазио негде на простору између кафане „Код два бела голуба“ и Стамбол капије, управо у тадашњој Кастриотовој улици.
Да ли су на њему били и кућа и кафана, није могуће тачно утврдити. Био је ожењен Савком (1825 − 17/29. 4. 1871), са којом је највероватније имао две кћерке, Љубицу и Јелисавету − Белу.Кћерка Љубица се 21. јануара 1862. године венчала са Стеваном Јовановићем Шишком (1826 − 14. јула 1886), познатим београдским механџијом.  Друга кћерка Јелисавета удала се за Теофила Вуковића, Пандиловог сина, који је такође био механџија. Стојко Јанковић Чукар је умро у Београду 14. априла 1864. године и сахрањен је на општем градском гробљу.Након његове смрти, београдску кафану је наследио зет Стеван Јовановић Шишко, а интересантан је податак да се у њој током 1880. године потрошило 100 акова вина и 40 акова ракије.
О настанку имена Чукарица постоји још једна теорија, која за сада нема утемељења у историјским изворима, али је интересантна пошто на најбољи начин одсликава колико усмено предање може бити непоуздано.
„Димче чукаџија“
Према запису Живана В. Огњановића из Жаркова, ова верзија гласи: Жарковачки житељ Димитрије Огњановић је изучио казанџијски занат и поред општинске
механе (Чукарове) отворио казанџијску радњу. Његове муштерије су биле катранџије и ђумрукџије из Западне Србије које су продавали ћумур у Београду, а одмарали се у поменутој кафани. Огњановић је схвативши предност свог положаја убрзо изградио конак и шталу за стоку, како би им могао понудити преноћиште. Убрзо су трговци и општинску кафану назвали код Чукара, јер је казанџија дуготрајним чукањем лимова свакодневно правио буку. 
О Димитрију Огњановићу има мало сачуваних података, не зна се тачно када је рођен те је врло тешко поуздано установити његов животни пут. Рођен је у Жаркову, али је још као дечак отишао у Београд да изучи казанџијски занат и у њему остао да живи у Фишекџијској улици. Он је заједно с Луком Мудриновићем, пушкаром с Теразија и Миланом Петровићем, казанџијом са Теразија, основао 1871. године пушкарско-казанџијску радњу. Међутим, радњом је управљао и имао право потписа Лука Мудриновић, пошто је обртни капитал био његов и Петровићев, док је Д. Огњановић у радњу уложио само труд. Изгледа да је пушкарски посао ишао лоше, што га је приморало да због дугова прода, вероватно, само део своје имовине на лицитацији 1880. године. Дуг је износио 7.525 гроша чаршијских и он је требало да буде намирен продајом једне ливаде у Макишу, вредности од 400 динара, њивом у Дужницама вредности 75 динара и њивом више Великих Ораја, вредности 25 динара. Ова њива у Дужницама је просторно била близу Чукаровој механи, није била велика, али се не може повезати с казанџијским занатом или постојањем казанџијске радње која се нигде не помиње. 
Димитрије Огњановић је био отац каснијег учитеља Михајла Огњановића, чија година рођења побија теорију да је име Чукарица настало због буке од чукања лима у казанџијског радњи. Михајло је рођен 1874. године и, ако од ње одузмемо и целих 30 година,онда долазимо до податка да је поменути казанџија Димитрије највероватније рођен око 1844. године, дакле у време када је Стојко Јанковић Чукар већ био арендатор жарковачке механе.”